# گارد ملی فرانسه
گارد ملی فرانسه (به فرانسوی: Garde nationale‎) یگان گارد ملی زیرمجموعه نیروهای مسلح فرانسه است، که در سال ۱۷۸۹ تأسیس شد و وظیفه پلیس و ژاندارمری را در فرانسه برعهده دارد.